# Néstor García Gómez
Néstor García Gómez (Mejorada, Provincia de Toledo, España, 26 de febrero de 1934), sacerdote secularizado, referente del Movimiento de Sacerdotes para el Tercer Mundo (Rosario)

## Breve reseña
A los 14 años ingresó en Seminario Conciliar de San Ildefonso de Toledo, donde se ordenó sacerdote.
En 1964 viaja a Rosario junto a dieciséis sacerdotes seculares españoles de la Obra de Cooperación Sacerdotal Hispanoamericana, OCSHA que se repartieron entre esta ciudad, Villa María y San Nicolás.  Al año de arribar a la Argentina, estos sacerdotes le manifestaron al arzobispo Guillermo Bolatti su interés por colaborar en las zonas más necesitadas, a lo que éste accedió. Al poco tiempo,  el Arzobispo perdió su inicial entusiasmo por estos clérigos porque no coincidían con su visión del trabajo sacerdotal y se identificaban con el grupo de Armando Amirati.
Cuando Bolatti lo sacó a Juan Carlos Arroyo como consiliario de la Juventud Obrera Católica (JOC), lo nombra en su lugar a García.  Posteriormente,  algunos integrantes de la comisión diocesana de la JOC se fueron a vivir con él al barrio Godoy para hacer una experiencia comunitaria y de trabajo.

## La experiencia de Barrio Franchetti
Allí crearon un salón múltiple de reunión, misa, actividades barriales, dispensario, etc. Se hacían reuniones para mejorar temas sociales o barriales. Cuando deciden que para conectar con el barrio, había que trabajar, comenzó a hacerlo a pesar de la negativa del obispo. Primero en un horno de ladrillos, donde lo echaron por su trabajo sindical y luego en el puerto local, como changarín.
Cuando en 1968 venció el contrato del equipo de la OCSHA, Bolatti no firmó su renovación, lo que implicaba que debían abandonar la Diócesis, ya que podría haber permitido la figura "de cura obrero" pero no lo hizo, por lo que García debió regresar a España.

## Conflicto con los fieles de Barrio Godoy
El relevo de García en la capilla del barrio Godoy, zona periférica de Rosario,  generó un foco de conflicto ya que por ejemplo García había suprimido durante su trabajo sacerdotal los aranceles de bautismos y casamientos, funerales, etc. Además en la línea de la participación de los laicos incorporó el diálogo con los fieles durante los sermones.
Los fieles militantes alineados con García manifestaban su disconformidad por la ausencia de éste y aumentó la tensión entre ellos y los nuevos capellanes. El 26 de enero, un grupo de partidarios se instaló en la Curia para entrevistarse con Bolatti, pero fueron desalojado por la policía provincial. En febrero algunos fieles interrumpieron la misa para defender a García de las críticas del capellán, pidiendo en vano retornar a la práctica de intercambiar opiniones en una dialéctica que no era del agrado de los nuevos sacerdotes. Finalmente representantes de la Curia se presentaron en el lugar y también concurrieron fuerzas policiales. Entre los manifestantes que habían impedido la misa había dos miembros del grupo: Francisco Parenti y José María Ferrari. El Obispo reaccionó notificándolos al día siguiente que los suspendía a divinis.
García regresó a Rosario, pero Bolatti no lo aceptó en la Diócesis, a pesar de lo cual se quedó asimilándose a la condición de sacerdotes obreros al margen de la estructura eclesiástica, realizando diversos trabajos hasta que finalmente empezó a trabajar en una empresa metalúrgica, mientras continuaba con su labor pastoral.

## Detención junto a otros tres religiosos
Los sacerdotes tercermundistas en Rosario tuvieron una postura crítica a la llamada Revolución Argentina. Esta situación dio como consecuencia que muchos religiosos sufrieran distintas formas de represión e incluso algunos fueran secuestrados y desaparecidos.
El 1971 la policía allanó los hogares y detuvo a cuatro sacerdotes del movimiento en Rosario: Santiago McGuire, Néstor García, Juan Carlos Arroyo y José María Ferrari. La noticia circuló por todo el país. Permaneció detenido durante más de un mes sin que se pudiera definir las causas de la detención o probar la comisión de algún delito.
Un diario local informo por esa fecha afirmó que los sacerdotes “habían realizado una reunión con fines subversivos”. El Movimiento presentó una demanda judicial por esta información, y el medio de prensa en su defensa testimonió que la información publicada provenía del Arzobispado y de la SIDE.
La “Iglesia de los pobres”, que no tuvo manifestaciones llamativas a nivel documental en el Vaticano II pero estuvo presente en el evento conciliar y mucho más en Medellín, había sido asumida como postura central del grupo rosarino. Esa fue la línea de acción que llevó a Néstor García a concretar su sacerdocio como cura-obrero.

## Nueva detención y exilio
En 1976, luego del golpe militar, García es nuevamente detenido y llevado a la Jefatura de Policía de Rosario. Después de unos días de incertidumbre fue expulsado del país y pudo regresar a España, donde trabajó en una empresa editorial, pidió la secularización y se casó con María Teresa Nidelcoff. Su casa de Madrid estuvo siempre abierta a muchos argentinos que tuvieron que exiliarse después del último golpe cívico militar, con quienes desarrollaron una activa solidaridad.